# Squash bei den Afrikaspielen
Squash war bei Afrikaspielen bislang einmal im Programm, im Jahr 2003 in Abuja. Dominierende Nation war Ägypten, dessen Sportler sowohl bei den Herren als auch bei den Damen jeweils die Einzel- und Mannschaftswettbewerbe gewannen.

## Herren

### Einzel
| Jahr | Ort   | Gold          | Silber         | Bronze                       |
| ---- | ----- | ------------- | -------------- | ---------------------------- |
| 2003 | Abuja | Karim Darwish | Mohammed Abbas | Rodney Durbach Adrian Hansen |

### Mannschaft
| Jahr | Ort   | Gold                                                                  | Silber                                                              | Bronze                                                 |
| ---- | ----- | --------------------------------------------------------------------- | ------------------------------------------------------------------- | ------------------------------------------------------ |
| 2003 | Abuja | Ägypten Karim Darwish Mohammed Abbas Wael El Hindi Hisham Mohd Ashour | Südafrika Rodney Durbach Adrian Hansen Greg La Mude Glenn Whittaker | Nigeria Wasiu Sanni Ehime Ehalem Jonah Attah           |
| 2003 | Abuja | Ägypten Karim Darwish Mohammed Abbas Wael El Hindi Hisham Mohd Ashour | Südafrika Rodney Durbach Adrian Hansen Greg La Mude Glenn Whittaker | Sambia Lazarus Chiluyfa O’Neil Chilambwe Richard Twali |

## Damen

### Einzel
| Jahr | Ort   | Gold              | Silber          | Bronze                         |
| ---- | ----- | ----------------- | --------------- | ------------------------------ |
| 2003 | Abuja | Omneya Abdel Kawy | Engy Kheirallah | Amnah El Trabolsy Eman El Amir |

### Mannschaft
| Jahr | Ort   | Gold                                                                     | Silber                                                        | Bronze                                       |
| ---- | ----- | ------------------------------------------------------------------------ | ------------------------------------------------------------- | -------------------------------------------- |
| 2003 | Abuja | Ägypten Omneya Abdel Kawy Engy Kheirallah Eman El Amir Amnah El Trabolsy | Südafrika Claire Nitch Angelique Clifton-Parks Sjeanne Cawdry | Nigeria Joy Arubayi Victoria Francis Mkpidut |

## Medaillenspiegel
| Platz | Land      | Gold | Silber | Bronze | Gesamt |
| ----- | --------- | ---- | ------ | ------ | ------ |
| 1     | Ägypten   | 4    | 2      | 2      | 8      |
| 2     | Südafrika | —    | 2      | 2      | 4      |
| 3     | Nigeria   | —    | —      | 2      | 2      |
| 4     | Sambia    | —    | —      | 1      | 1      |